# Virginia and Truckee Railroad
La Virginia and Truckee Railroad était une ligne de chemin de fer d'environ 34 kilomètres construite de 1867 à 1869 sur le Comstock Lode, près de Virginia City (Nevada), qui a contribué à l'histoire du Nevada en facilitant l'exploitation minière et l'approvisionnement des villes-champignon. Une fois achevée, la ligne, dont les actions sont cotées à la Bourse de San Francisco, achemine le minerai vers les moulins de la Carson (rivière) et ramène au retour du bois pour les galeries de mines.

## Histoire
D'abord défendue de 1859 à 1862 par un mineur du nom de Theodore Judah, qui effectua un lobbying sans succès auprès du congrès, l'idée reprise en 1864 par un chimiste de l'université Yale, le professeur Benjamin Silliman.
Par des appuis politiques, le banquier William Sharon, qui représente dans la région la Bank of California, décroche des subventions pour construire la ligne. Le 8 mai 1867, le dossier pour la Virginia and Truckee Railroad est déposé auprès des autorités politiques. 
La société est créée le 5 avril 1868 et ses promoteurs ont aussi 50 000 acres de forêts pour une autre société, la "Carson and Tahoe Lumber and Fluming", qui doit approvisionner en bois les galeries de mines et les maisons des mines. La construction de la Virginia and Truckee Railroad s'achève le 29 novembre 1869. Une autre portion de 47 kilomètres permettant de relier la ville de Reno et le réseau de la Central Pacific Railroad est terminée le 24 août 1872.
Une grande partie de la ligne a été construite par des ouvriers chinois. L'actionnaire William Sharon fait face en juillet 1869 à une manifestation de 300 ouvriers américains, qui exigent un accord stipulant qu'il n'embauchera plus de chinois, accord qu'il signe en se livrant à un discours public enflammé contre les salariés chinois.
En difficulté financière à partir de 1900, la Virginia and Truckee a vendu plusieurs portions de son tracé à la Southern Pacific Railroad pour investir dans des embranchements vers d'autres cités minières en construction.